# Wiktorija Waulina
Wiktorija Jurjewna Waulina (ros. Виктория Юрьевна Ваулина; ur. 30 maja 1998) – rosyjska zapaśniczka walcząca w stylu wolnym. 
Dziewiąta na mistrzostwach Europy w 2019. 
Druga na MŚ U-23 w 2021. Pierwsza na ME U-23 w 2019 i trzecia w 2021.
Trzecia na MŚ juniorów w 2021. Mistrzyni Europy juniorów w 2018, druga w 2017 i trzecia w 2016. Pierwsza na MŚ kadetek w 2015 i trzecia w 2014. Wicemistrzyni Rosji w 2020 roku.